# José Ollarves
José Ollarves (nascido em 5 de maio de 1953) é um ex-ciclista venezuelano que foi um dos atletas a representar o seu país nos Jogos Olímpicos de 1976, em Montreal.